# 索菲·比斯
索菲·比斯（法語：Sophie Bise，法語發音：[sɔfi biz]；1968年—），出生於法國奥弗涅-罗讷-阿尔卑斯大区上薩瓦省的塔卢瓦尔，是擁有米其林指南三星評鑑法式料理的女性廚師。

## 生平
索菲·比斯出生在傳承三代的Auberge du Père Bise餐廳，從祖母瑪格麗特·比斯、父親弗朗索瓦·比斯都擁有米其林三星評鑑，1984年父親因為癌症驟逝，Auberge du Père Bise餐廳的經營落到索菲·比斯的母親沙利娜·比斯（法語：Charlyne Bise）身上，但是實際負責廚房的烹飪，卻是時年才十六歲的索菲·比斯，雖然過去有父親的指導，但是她覺得自己的能力還無法承接Auberge du Père Bise餐廳，因此索菲·比斯離開家族的Auberge du Père Bise餐廳，展開她的學習旅程。
索菲·比斯從格勒諾布爾的Pique Pierre餐廳開始歷練，接下來前往芒德略拉納普勒Outhier餐廳、巴黎的La Maree餐廳、阿默什維爾的Gaertner餐廳，甚至出國到美國紐約、委內瑞拉和巴西，在1987年的時候回到Auberge du Père Bise餐廳，索菲·比斯獲得米其林指南一星評鑑。
2016年索菲·比斯讓Auberge du Père Bise餐廳加入羅萊夏朵聯盟，2017年索菲·比斯將Auberge du Père Bise餐廳賣給年輕廚師讓·敘爾皮斯。

## 受獎
- 米其林指南一星評鑑[5]
- 戈和米約三頂廚師帽

## 著作
2013年索菲·比斯出版半自傳兼食譜的書《The Auberge du Père Bise》